# Diego Galeri
Diego Galeri (Brescia, 7 marzo 1968) è un batterista italiano, è un musicista rock e produttore musicale, famoso per essere stato il batterista di Timoria e Miura e ora batterista di Adam Carpet.

## Biografia

### Gli Esordi
Diego Galeri nasce a Brescia il 7 marzo 1968, fin da giovane si avvicina alla musica iniziando a studiare la chitarra classica, passando poi alla batteria che diventerà il suo strumento definitivo.

### Con i Timoria
Fonda e diventa il batterista dei Precious Time, quelli che diventeranno presto i Timoria, band rock bresciana di cui farà parte dal 1985 fino al 2002, anno di scioglimento della band.
Con i Timoria pubblica 12 album, 9 in studio, 2 raccolte ed un live, tra i quali figurano Viaggio senza vento e 2020 Speedball, entrambi dischi d'oro.
Partecipa due volte al Festival di Sanremo nel 1991 e nel 2002, entrambe le volte con i Timoria.

### Con i Miura
Quando alla fine del 2002 i Timoria, dopo un lunghissimo tour documentato dal doppio album dal vivo "Timoria live: generazione senza vento”, decidono di interrompere l'attività a tempo indeterminato, Diego Galeri insieme all'allora bassista dei Timoria Carlo Alberto Pellegrini, detto Illorca, continuano il loro percorso musicale assieme dando vita con il chitarrista Killa e il cantante Jack, ad una nuova rock-band, i Miura.
Il primo album dei Miura dal titolo In testa esce a febbraio del 2005 supportato da due videoclip per la regia di Michele Corleone, a seguire un intenso tour in tutta Italia fino alla primavera del 2006.
Nel 2006 i Miura realizzano le musiche per il monologo teatrale “Niente più niente al mondo”, tratto da un testo di Massimo Carlotto per la regia di Francesco Migliaccio che debutta a marzo al TeatroDue di Parma.
Nel novembre 2006 esce l'antologia di racconti “Non Sono Io Il Principe Azzurro” dedicata a Luigi Tenco edita da Il Foglio Letterario per la collana Dammi Spazio. Tra i racconti, scritti da sette musicisti, figura anche Il Match scritto da Diego, il suo primo racconto pubblicato.
Alla fine del 2006, durante il lavoro di preparazione dei nuovi brani per il secondo album, Jack ed i Miura decidono di terminare la loro collaborazione artistica.
Diego e Killa cercano immediatamente un nuovo cantante.
Nei primi mesi del 2007 Massimiliano Tordini, ex cantante e frontman dei Mesas, entra ufficialmente a far parte della band.
Subito dopo Giorgio Canali, chitarrista dei CSI, PGR, leader dei Rossofuoco e già produttore di gruppi come i Verdena, i Tre Allegri Ragazzi Morti e Bugo accetta l'incarico di produrre artisticamente il nuovo album dei Miura.
Nel giugno del 2007 i Miura iniziano le registrazioni del nuovo album al Chichoi Studio di Bassano del Grappa; l'uscita è prevista entro la fine del 2007.
Nel giugno del 2007 i Miura iniziano le registrazioni del secondo album al Chichoi Studio di Bassano del Grappa con la produzione di Giorgio Canali. L'album annovera diverse collaborazioni tra cui Moltheni e Pietro Canali, Lubjan, Walter Clemente (Deasonika), Mirko Venturelli (Giardini di Mirò), Stefano Dal Col (Frigidaire Tango), Marcello Todde (Matra), quest'ultimo entra nella formazione come bassista per seguire la band nell'attività dal vivo.
Il secondo album dei Miura, dal titolo “Croci”, esce il 23 aprile 2008 su etichetta Prismopaco/Target con distribuzione Delta Dischi, contiene 11 brani inediti più la cover riarrangiata de “Il Cielo In Una Stanza” di Gino Paoli.
A seguire per tutto il 2008 e parte del 2009 una serie di concerti nei clubs di tutta la penisola.
Nel Maggio/Giugno 2009 i Miura entrano in studio al Borgo Recording Studio di Cattognano (MS) per registrare il terzo album con la produzione artistica Giacomo Fiorenza.
“3”, il terzo album dei Miura, esce il 7 novembre 2009 per Prismopaco Records e distribuito da Venus e Believe Digital, a seguire numerosi concerti in tutta Italia.

### Con Adam Carpet
Il progetto Adam Carpet nasce a Milano nel 2011.
Adam Carpet è un nuovo progetto di musica strumentale caratterizzato dalla formazione atipica con due batterie (Diego e Alessandro Deidda), due bassi (Edoardo "DoubleT" Barbosa e Silvia Ottanà), synth (Giovanni Calella, già con Kalweit And The Spokes) e proiezioni live in mapping.
Un progetto che unisce la musica alla tecnologia, nel tentativo di aggiungere una nuova dimensione alla musica, visiva e interattiva. La musica di Adam Carpet fonde la realtà virtuale con quella fisica fino alla perdita totale di un confine.
Febbraio 2013 esce in digitale per Rude Records l'album s/t d'esordio di Adam Carpet.
Febbraio 2014 “Adam Carpet” esce anche in versione fisica con l'aggiunta di due bonus tracks inedite.
Giugno 2014 esce, per Prismopaco Records, "Adam Carpet The Remixes" che contiene l'album di Adam Carpet interamente remixato da djs e producers come Francesco Bergomi (Sci-Tec), Marco Trentacoste, John Lui e altri.
Il 30 settembre 2016 esce per Irma Records in Italia e distribuito in tutta Europa da Cargo, il secondo album di Adam Carpet dal titolo "Parabolas".
Il 9 giugno 2017 esce, per Prismopaco Records, "Hardcore Problem Solver" il nuovo Ep di Adam Carpet composto da quattro tracce inedite.
Il 12 gennaio 2018 sempre per Prismopaco Records esce un nuovo singolo di Adam Carpet con, featuring di Ben Alexander, dal titolo "Wake Up", di fatto il primo brano cantato di Adam Carpet.

### Prismopaco Records
Sul finire del 2007 nasce Prismopaco Records, la nuova etichetta di Diego Galeri, il primo album pubblicato è l'esordio degli Stoop "Stoopid Monkeys In The House" (2008).
Novembre 2009 esce "3", terzo ed ultimo disco dei Miura, prodotto da Giacomo Fiorenza (produttore di Giardini di Mirò, Moltheni, i Cani, Colapesce).
Il 23 aprile 2010 esce per Prismopaco Records l'album di debutto dei Kitsch dal titolo "Mentre Tutto Collassa", la produzione artistica è di Diego.
Maggio 2011, esce per Prismopaco Digital il secondo album degli Stoop dal titolo “Freeze Frames”.
Il 3 giugno 2011 esce, per Prismopaco Digital, il singolo “Divora” dei Kitsch con Micol Martinez, cover realizzata e prodotta artisticamente da Diego per la compilation tributo a Il Santo Niente. Giugno 2011, Prismopaco Digital pubblica il nuovo album di Psychovox dal titolo “La Scelta” e contemporaneamente la loro discografia completa.
Nel 2012 altre due produzioni per Prismopaco, l'album di debutto di SoftLoud "Emotional Anatomy" e l'Ep dei Kitsch "All You Can Eat" progetto che unisce musica e comics.
Gennaio 2013 Prismopaco pubblica il terzo album degli Stoop dal titolo "Somewhere". Marzo 2013 esce per Prismopaco "Universi Piccolissimi", album di debutto di "The Perris"
Marzo 2014 Prismopaco pubblica "Yellow Moor", l'album di debutto di Yellow Moor, nuovo progetto di Silvia Alfei e Andrea Viti (Afterhours, Karma, Juan Mordecai). Sempre a Marzo 2014 Prismopaco pubblica "Royal Bravada", l'album di debutto di Royal Bravada.

### del10
del10 è il progetto solista con il quale Diego Galeri pubblica dal 2014 brani di musica elettronica interamente composti e suonati da lui.
dal 2014 ad oggi del10 ha pubblicato, sette EP per Prismopaco Records: "Faceless", "Faceless (John Lui Dub Reworks)", "Don't Look Back", "Bad Nature", "Kühlmittendstand", "Quiet" e "Bored Of You".

## Discografia

### Con i Timoria
- 1988 – Macchine e dollari (EP)
- 1990 – Colori che esplodono
- 1991 – Ritmo e dolore
- 1992 – Storie per vivere
- 1993 – Viaggio senza vento
- 1995 – 2020 Speedball
- 1997 – Eta Beta
- 1999 – 1999
- 2001 – El Topo Grand Hotel
- 2002 – Un Aldo qualunque sul treno magico

### Con Omar Pedrini
- 1996 – Beatnik - Il ragazzo tatuato di Birkenhead

### Con i Miura
- 2005 – In testa
- 2008 – Croci
- 2009 – 3

### Con gli Adam Carpet
- 2013 – Adam Carpet
- 2014 – The Remixes
- 2016 – Parabolas
- 2017 – Hardcore Problem Solver (EP)

### Come del10
EP
- 2014 – Faceless
- 2014 – Don't Look Back
- 2015 – Bad Nature
- 2016 – Kühlmittendstand
- 2017 – Quiet
- 2018 – Bored of You

### Con I Fiumi
- 2023 - I Fiumi